# Вулиця Садова (Тернопіль)
Вулиця Садова — вулиця в мікрорайоні «Оболоня» міста Тернополя. 

## Відомості
Розпочинається від вулиці Микулинецької, пролягає на захід до залізничної колії, де сполучається з вулицею Євгена Гребінки, де і закінчується. На вулиці розташовані переважно приватні будинки.

## Комерція
- Студія реклами «ТріоДизайн» (Садова, 3А)

## Транспорт
Рух вулицею — двосторонній, дорожнє покриття — асфальт. Громадський транспорт по вулиці не курсує, найближчі зупинки знаходяться на вулиці Микулинецькій.